# Николаевка (Краснинский район, Смоленская область)
 Николаевка — деревня в Краснинском районе Смоленской области России. Входит в состав Малеевского сельского поселения. Расположена в западной части области в 14 км к юго-западу от Красного в 6 км восточнее границы с Беларусью.
Население — 201 житель (2007 год).
С 2004 по 2017 год деревня являлась административным центром Октябрьского сельского поселения.
В деревне имеется дом культуры, магазин и сельхозпредприятие «Октябрьское».

## Известные люди
5 июня 1924 года в деревне родился Герой Советского Союза, полковник в отставке Миренков Иван Степанович.